# Actinocephalus (Plantae)
Actinocephalus, neprihvaćen biljni rod jednosupnica iz porodice Eriocaulaceae, dio reda travolike, uklopljen u rod pepalantus (Paepalanthus). 
Blizu 50 vrsta rašireno je po Brazilu. Opisan je 2004 godine.

## Vrste
1. Actinocephalus actinocephaloides (Silveira) F.N.Costa = Paepalanthus actinocephaloides Silveira
2. Actinocephalus aggregatus F.N.Costa = Paepalanthus aggregatus (F.N.Costa) Christenh. & Byng
3. Actinocephalus arenicola (Silveira) F.N.Costa  = Paepalanthus arenicola Silveira
4. Actinocephalus armeria (Mart. ex Körn.) F.N.Costa = Paepalanthus armeria Mart. ex Körn. in C.F.P.von Martius & auct. suc. (eds.)
5. Actinocephalus bahiensis (Bong.) F.N.Costa  = Paepalanthus bahiensis (Bong.) Kunth
6. Actinocephalus barbiger (Silveira) F.N.Costa = Paepalanthus barbiger Silveira
7. Actinocephalus bongardii (A.St.-Hil.) Sano = Paepalanthus hilairei Körn. in C.F.P.von Martius & auct. suc. (eds.)
8. Actinocephalus brachypus (Bong.) Sano = Paepalanthus brachypus (Bong.) Kunth
9. Actinocephalus bulbosus (Silveira) F.N.Costa & Sano = Paepalanthus bulbosus Silveira
10. Actinocephalus cabralensis (Silveira) Sano = Paepalanthus cabralensis Silveira
11. Actinocephalus callophyllus (Silveira) Sano  = 	Paepalanthus callophyllus Silveira
12. Actinocephalus ciliatus (Bong.) Sano = Paepalanthus ciliatus (Bong.) Kunth,
13. Actinocephalus cipoensis (Silveira) Sano = Paepalanthus cipoensis Silveira
14. Actinocephalus claussenianus (Körn.) Sano = Paepalanthus claussenianus Körn. in C.F.P.von Martius & auct. suc. (eds.)
15. Actinocephalus compactus (Gardner) Sano = Paepalanthus compactus Gardner
16. Actinocephalus coutoensis (Moldenke) Sano = Paepalanthus coutoensis Moldenke
17. Actinocephalus deflexus F.N.Costa = Paepalanthus deflexus (F.N.Costa) Christenh. & Byng
18. Actinocephalus delicatus Sano = Paepalanthus delicatus (Sano) Christenh. & Byng
19. Actinocephalus denudatus (Körn.) Sano = Paepalanthus denudatus Körn. in C.F.P.von Martius & auct. suc. (eds.)
20. Actinocephalus diffusus (Silveira) Sano = Paepalanthus diffusus Silveira
21. Actinocephalus divaricatus (Bong.) Sano = Paepalanthus divaricatus (Bong.) Kunth
22. Actinocephalus falcifolius (Körn.) Sano  = Paepalanthus falcifolius Körn. in C.F.P.von Martius & auct. suc. (eds.)
23. Actinocephalus fimbriatus (Silveira) Sano = Paepalanthus fimbriatus Silveira
24. Actinocephalus geniculatus (Bong.) F.N.Costa = Paepalanthus geniculatus (Bong.) Kunth
25. Actinocephalus giuliettiae Sano = Paepalanthus giuliettiae (Sano) Christenh. & Byng
26. Actinocephalus glabrescens (Silveira) Sano = Actinocephalus glabrescens (Silveira) Sano
27. Actinocephalus glareosus (Bong.) F.N.Costa = Paepalanthus glareosus (Bong.) Kunth
28. Actinocephalus graminifolius F.N.Costa = Paepalanthus graminifolius (F.N.Costa) Christenh. & Byng
29. Actinocephalus herzogii (Moldenke) Sano = Paepalanthus herzogii Moldenke
30. Actinocephalus heteropus (Silveira) F.N.Costa = Paepalanthus heteropus Silveira
31. Actinocephalus heterotrichus (Silveira) Sano = Paepalanthus heterotrichus Silveira
32. Actinocephalus incanus (Bong.) F.N.Costa = Paepalanthus incanus (Bong.) Körn. in C.F.P.von Martius & auct. suc. (eds.)
33. Actinocephalus ithyphyllus (Mart.) Sano = Paepalanthus ithyphyllus (Mart.) Walp.
34. Actinocephalus koernickeanus Trovó & F.N.Costa = Paepalanthus koernickeanus (Trovó & F.N.Costa) Christenh. & Byng
35. Actinocephalus longifolius (Körn.) F.N.Costa = Paepalanthus longifolius Körn. in C.F.P.von Martius & auct. suc. (eds.)
36. Actinocephalus nodifer (Silveira) Sano = Paepalanthus nodifer Silveira
37. Actinocephalus ochrocephalus (Körn.) Sano = Paepalanthus ochrocephalus Körn. in C.F.P.von Martius & auct. suc. (eds.)
38. Actinocephalus pachyphyllus (Körn.) F.N.Costa, Trovó & Echtern. = Paepalanthus pachyphyllus Körn. in C.F.P.von Martius & auct. suc. (eds.)
39. Actinocephalus perbracchiatus (Silveira) F.N.Costa = 	Paepalanthus perbracchiatus Silveira
40. Actinocephalus phaeocephalus (Ruhland) F.N.Costa = Paepalanthus phaeocephalus Ruhland in H.G.A.Engler (ed.)
41. Actinocephalus polyanthus (Bong.) Sano = Paepalanthus polyanthus (Bong.) Kunth
42. Actinocephalus ramosus (Wikstr.) Sano = Paepalanthus ramosus (Wikstr.) Kunth
43. Actinocephalus rhizomatosus (Silveira) F.N.Costa = Paepalanthus rhizomatosus Silveira
44. Actinocephalus rigidus (Bong.) Sano = Paepalanthus rigidus (Bong.) Kunth
45. Actinocephalus robustus (Silveira) Sano = Paepalanthus robustus Silveira
46. Actinocephalus scytophyllus (Ruhland) F.N.Costa = Paepalanthus scytophyllus Ruhland in H.G.A.Engler (ed.)
47. Actinocephalus stereophyllus (Ruhland) Sano = Paepalanthus stereophyllus Ruhland in H.G.A.Engler (ed.)
48. Actinocephalus trichopeplus (Silveira) F.N.Costa = Paepalanthus trichopeplus Silveira
49. Actinocephalus velutinus (Silveira) F.N.Costa  = Paepalanthus velutinus Silveira
50. Actinocephalus verae Sano & Trovó = Paepalanthus verae (Sano & Trovó) Christenh. & Byng